# Knights Contract
Knights Contract (ナイツコントラクト Naitsu Kontorakuto?) es un videojuego de acción de 2011 desarrollado por Game Republic y publicado por Namco Bandai Games para PlayStation 3 y Xbox 360. La historia, ambientada en una versión fantástica de la Alemania medieval, sigue a la bruja Gretchen y al exverdugo Heinrich en su intento de detener los planes del alquimista Dr. Faust, que ha revivido a las hermanas de Gretchen como monstruos vengativos en busca de su poder. El juego tiene a Heinrich explorando niveles lineales y luchando contra monstruos, con Gretchen como compañera controlada por computadora y lanzadora de hechizos.
La producción comenzó en 2008, cuando Game Republic se lo ofreció a Namco Bandai durante un período de problemas financieros con la esperanza de crear una franquicia. El equipo se inspiró en la leyenda de Fausto y el folclore europeo de brujas. El personal incluía al escritor Tadashi Satomi y al compositor Kōsuke Yamashita. Tras su lanzamiento, el juego recibió críticas mixtas a negativas; si bien se elogió su premisa y diseño artístico, su jugabilidad y la inteligencia artificial de Gretchen fueron generalmente falladas. Fue el último proyecto de Game Republic antes de cerrar en junio de 2011.

## Modo de juego
Knights Contract es un videojuego de acción en el que los jugadores asumen el papel de Heinrich, un verdugo maldecido con la inmortalidad y que escolta a la bruja Gretchen. La campaña se divide en misiones en las que Heinrich y Gretchen exploran diferentes entornos, luchando contra enemigos en zonas estilo arena entre escenas de la historia, y cada capítulo de la historia termina en una pelea de jefes. No se puede matar a Heinrich, y el jugador presiona un botón para revivirlo en caso de que sufra suficiente daño. Si Gretchen muere, el juego termina y debe reiniciarse desde un punto de control.  Heinrich puede llamar a Gretchen a sus brazos para restaurar su salud, pero esto los deja incapaces de luchar. Durante una sección, los dos se dividen y el jugador no tiene acceso a las habilidades del otro. Dentro de los niveles, los jugadores pueden encontrar coleccionables que incluyen accesorios que mejoran las habilidades de los personajes y obras de arte.
Durante el combate estilo hack and slash, los jugadores usan los ataques cuerpo a cuerpo de Heinrich, que se pueden encadenar en combos, y las habilidades mágicas de Gretchen, que se asignan a los botones del controlador y actúan en un sistema de enfriamiento. Solo Heinrich es controlado por el jugador, con Gretchen siendo guiada por la inteligencia artificial (IA) del juego. Las almas recolectadas de los enemigos derrotados se pueden usar para mejorar la magia de Gretchen. Las peleas y los capítulos tienen un sistema de clasificación basado en los enemigos derrotados, el daño recibido y las cadenas de combos altas. Se llena un medidor especial durante la batalla, lo que permite un breve período de alto rendimiento de ataque con Heinrich o una cinemática de un ataque mágico de Gretchen. Las batallas de jefes terminan con un evento de tiempo rápido (QTE) que debe completarse, y el jefe recupera una parte de la salud si falla.

## Argumento
En una versión fantástica de la Alemania medieval, siete brujas salvaguardan el mundo con el Anima Del Monde, un poder místico dividido en siete cristales. El alquimista Dr. Faust, buscando el poder de Anima Del Monde, crea una enfermedad llamada «peste negra» y culpa a las brujas por ella. La caza de brujas que siguió termina con la ejecución de las mismas, con la última de ellas, Gretchen, maldiciendo a su verdugo Heinrich con la inmortalidad; Anteriormente, Heinrich había expresado dudas sobre la moralidad de sus acciones, pero no desafió las órdenes de Faust, ya que la maldición de la inmortalidad le dio la oportunidad de expiar sus acciones. Faust no pudo reclamar la pieza de Gretchen del Anima Del Monde.
Un siglo después, las seis brujas ejecutadas (la nigromante Straegelle, la bruja del hielo Trude, la bruja del fuego Holda, la bruja de la tormenta Trendule, la vidente Rapunzel y su líder Vederinde) son resucitadas por Faust como monstruos impulsados por la venganza. Heinrich entra en un pueblo siendo atacado por Straeggele, a quien una Gretchen renacida y su aprendiz humano Minukelsus están cazando. Gretchen persuade a Heinrich para que ayude a matar a Straegelle, y luego forma un contrato con él para ser su Caballero jurado. Gretchen busca detener a las otras brujas y sellar el Anima Del Monde en Brocken durante la Noche de Walpurgis antes de que Faust pueda robar su pieza y lograr la verdadera inmortalidad. A cambio de su ayuda, se le promete a Heinrich el regreso de su mortalidad.
En su viaje a Brocken, derrotan a Trude, Holda, Trendule y Rapunzel. Rapunzel, que luego se reveló que retuvo su propia voluntad al resucitar, se quitó la vida para evitar que el alma de Gretchen cayera bajo el hechizo de Faust. También conocen y luchan contra Faust, quien ha usado el Anima del Monde para extender su vida y conservar su juventud. Al llegar al Brocken, son acorralados por Vederinde, y Minukelsus se sacrifica para salvar a Heinrich y Gretchen. Faust los enfrenta en el Brocken, usando el Anima Del Monde para atacarlos. Derrotado, es traicionado y asesinado por Vederinde, quien fingía obediencia para vengarse de la humanidad y comenzar un nuevo ciclo de creación. Heinrich y Gretchen derrotan a Vederinde y sellan el Anima Del Monde. Durante su viaje, Heinrich y Gretchen se han acercado, y una escena final ambientada en los tiempos modernos muestra a los dos aún vivos y protegiendo a la humanidad de las amenazas mágicas.

## Desarrollo y lanzamiento
La producción de Knights Contract comenzó en 2008. Tras el colapso de Brash Entertainment y los consiguientes problemas relacionados con el videojuego Clash of the Titans, el desarrollador Game Republic se encontraba en dificultades financieras. Knights Contract fue uno de varios proyectos presentados a Namco Bandai Games como posibles franquicias. El juego fue desarrollado para las consolas Xbox 360 (360) y PlayStation 3 (PS3). Según el fundador de la compañía, Yoshiki Okamoto, Namco Bandai se reestructuró y recortó los presupuestos de los estudios después de esto, lo que afectó negativamente a los títulos en desarrollo de Game Republic. El desarrollo se completó en enero de 2011, y Namco Bandai confirmó que el juego fue declarado oro (lo que indica que se estaba preparando para su duplicación y lanzamiento).
El codirector Yuichi Ueda describió que el proyecto tuvo un período inicial de prueba y error sobre cuánto controlaría el jugador a cada personaje. Si bien se consideró a Gretchen como el personaje jugable, el equipo optó por centrarse en Heinrich, orientado a la acción. La premisa se inspiró en el folclore europeo que rodea a las brujas y la leyenda de Fausto. El objetivo era darle un giro original al concepto de las brujas, con una ambientación que combinara elementos realistas de la época con adiciones de fantasía. El equipo investigó las leyendas de brujas locales y la historia de la caza de brujas en la región. Varios de los personajes eran referencias a esa investigación, como la bruja Trendule y el difunto maestro de Minukelsus, Paracelsus. El escenario fue escrito por Tadashi Satomi, quien había trabajado en la duología de Persona 2 y Shin Megami Tensei: Digital Devil Saga. Kōsuke Yamashita, conocido por su trabajo en la serie Nobunaga's Ambition junto con otros proyectos de medios, compuso la banda sonora. La música fue grabada con una orquesta en vivo, con el objetivo de lograr una gran identidad musical.
El juego fue anunciado en mayo de 2010 en una edición de la revista japonesa de juegos Famitsū. Más tarde, Namco Bandai anunció su lanzamiento occidental unos días después. Se lanzó un tráiler al mes siguiente para promocionarlo durante el E3 2010. El tráiler de revelación tenía la intención de mostrar la cosmovisión y la premisa del juego. Los avances CGI fueron creados por Blur Studio. En Occidente, el juego se lanzó hasta 2011. se lanzó el 22 de febrero en América del Norte, el 24 de febrero en Australia y el 25 de febrero en Europa. En Japón, el juego fue lanzado el 7 de julio. Knights Contract fue el último producto lanzado por Game Republic antes de cerrar en junio de 2011.

## Recepción
La versión de PlayStation 3 recibió críticas «mixtas», mientras que la versión de Xbox 360 recibió críticas «generalmente desfavorables» según el agregador de reseñas de videojuegos Metacritic.
Levi Buchanan de IGN fue positivo al mencionar la historia, sintiéndose comprometido con los dos protagonistas y su narrativa. Cody Guinta de PALGN destacó la premisa y la historia como destacadas de otros juegos de su género y elogió el entorno sombrío. Famitsū también elogió el escenario y los personajes inusuales. Chris Watters de GameSpot sintió una falta de química entre Heinrich y Gretchen, pero se sintió atraído por la narrativa. Andrew Reiner de Game Informer dijo que la historia tuvo una recompensa satisfactoria, mientras que GameTrailers criticó que las cinemáticas consistieran en diálogos aburridos entre los dos protagonistas. Mike Schiller de Joystiq dijo que la historia «no estaba mal», pero que lo defraudó por su diálogo repetitivo. Kevin W. Smith de Official Xbox Magazine sintió que la narrativa fracasó después de una sólida premisa de apertura, mientras que Edge describió brevemente la historia como «terrible».
Giunta encontró que la música y el trabajo de voz eran los mejores aspectos del juego, aunque criticó la falta de pulido en sus gráficos y escenas. Reiner, aunque criticó la presentación general, elogió los diseños de los personajes y disfrutó tanto de la música como de la actuación de Laura Bailey como Gretchen. Por el contrario, a GameTrailers no le gustaron las actuaciones del elenco de voces, mientras elogiaba el entorno y el diseño del enemigo a pesar de los problemas técnicos. Buchanan elogió el diseño artístico y la música, pero no le gustó la actuación de voz desigual y criticó las pantallas de carga frecuentes y la velocidad de fotogramas desigual. Al comentar sobre su presentación, Edge notó gráficos y arte poco impresionantes fuera de los diseños del jefe de las brujas.
Famitsū elogió la combinación de ataques cuerpo a cuerpo y basados en la magia, pero dos de sus cuatro revisores criticaron su mala cámara y su dificultad desigual. Guinta disfrutó de la mecánica de combate a pesar de que otros elementos redujeron la experiencia, mientras que Reiner vio potencial en el concepto cuando los sistemas del juego funcionaban correctamente. Watters encontró el combate agradable cuando funcionaban las diversas mecánicas, pero no le gustaban las peleas de jefes y el diseño de niveles posteriores. Smith sintió que era divertido, pero que la falta de pulido y otros problemas, como la cámara, crearon dificultades innecesarias. Edge notó algunos elementos divertidos en su sistema de combate y magia, pero notó que estos sistemas fueron socavados por otras fallas del juego. GameTrailers encontró el juego demasiado repetitivo y criticó la naturaleza punitiva de los QTE, las quejas se hicieron eco junto con otros problemas, como la cámara de Schiller. Buchanan se hizo eco de las críticas a los QTE y encontró que la jugabilidad en general era frustrante y el diseño de niveles deficiente. La IA poco confiable y de poca respuesta de Gretchen fue criticada repetidamente, debido a la facilidad con la que podía morir mientras Heinrich estaba inmovilizado.